# 6β-ヒドロキシヒヨスチアミンエポキシダーゼ
6β-ヒドロキシヒヨスチアミンエポキシダーゼ（6β-hydroxyhyoscyamine epoxidase）は、次の化学反応を触媒する酸化還元酵素である。
(6S)-6-ヒドロキシヒヨスチアミン + 2-オキソグルタル酸 + O2 {\displaystyle \rightleftharpoons } スコポラミン + コハク酸 + CO2 + H2O
反応式の通り、この酵素の基質は(6S)-6-ヒドロキシヒヨスチアミンと2-オキソグルタル酸とO2、生成物はスコポラミンとコハク酸とCO2である。補因子として鉄とアスコルビン酸を用いる。
組織名は(6S)-6β-hydroxyhyoscyamine,2-oxoglutarate oxidoreductase (epoxide-forming)で、別名にhydroxyhyoscyamine dioxygenase、(6S)-6-hydroxyhyoscyamine,2-oxoglutarate oxidoreductase (epoxide-forming)がある。